# Rio Olifants (Cabo Ocidental)
Rio Olifants (Cabo Ocidental) é um rio da África do Sul.